# Laura Pausini (album)
Laura Pausini è il primo album in studio dell'omonima cantante italiana, pubblicato il 18 maggio 1993.
Nel 1994 il disco viene pubblicato in lingua spagnola e nel 1995 viene realizzata anche una versione per il mercato inglese: entrambe le edizioni contengono alcuni brani provenienti dall'album del 1993, ma anche tracce provenienti dal secondo album italiano della cantante, intitolato Laura e pubblicato nel 1994.
L'album vende oltre tre milioni di copie in tutto il mondo.

## Descrizione
Il disco viene presentato alla stampa il 25 maggio a Milano, Camparino, in piazza Duomo.
La produzione artistica è di Angelo Valsiglio e Marco Marati, che figurano anche come autori dei brani, insieme a Pietro Cremonesi e Federico Cavalli.
L'album include La solitudine, il singolo che anticipa l'intero disco e che porta Laura Pausini alla vittoria nella sezione Novità del Festival di Sanremo 1993.
Oltre al brano sanremese, l'album raccoglie altre sette canzoni, tutte nel solco della tradizione del pop-melodico italiano, ad eccezione di Il cuore non si arrende, unico pezzo del disco in chiave jazz. Tra i brani inclusi nell'album figura anche Mi rubi l'anima, nel quale Laura Pausini è affiancata dal cantante Raf.
Il brano Perché non torna più è stato dedicato da Laura Pausini alle sue due amiche Laura e Simona, morte in un incidente stradale. Come riportato sul relativo libretto, l'intero disco è dedicato alle due giovani amiche della cantante e il brano è ispirato alla loro vicenda.
Dopo il successo ottenuto in Italia, il disco viene pubblicato anche all'estero. In alcuni Paesi, come il Benelux e la Francia, l'edizione pubblicata è contenutisticamente uguale a quella per il mercato italiano, mentre la copertina varia di stato in stato.
In Spagna e Sud America l'album viene invece pubblicato il 22 novembre 1994 ed è di fatto un best of, contenente gli adattamenti in lingua spagnola di alcuni brani scelti tra quelli dei primi 2 dischi in italiano della cantante (l'omonimo Laura Pausini e il secondo, Laura).
L'11 maggio 1995 viene pubblicata una nuova versione dell'album, destinata al Regno Unito, contenente le stesse canzoni incluse nella versione in spagnolo, ma cantate tutte in italiano, ad eccezione di La solitudine, adattata in inglese da Tim Rice con il titolo La solitudine (Loneliness).
Infine, l'album viene pubblicato in Giappone con le stesse tracce dell'edizione per il Regno Unito, alle quali si aggiunge la versione italiana del singolo di esordio di Laura Pausini, La solitudine.

## Edizioni

### Laura Pausini(Italia, Benelux, Grecia, Brasile)
- CD: 0745099238520

- MC: 0745099238544

- LP:

- LP (2023): 5054197600050

L'edizione del disco pubblicata in Italia, in Benelux, in Grecia e in Brasile contiene 8 tracce, tutte inedite.
Solo in Grecia viene pubblicato nel formato LP. Il 26 maggio 2023, in occasione dei festeggiamenti dei 30 anni di carriera dell'artista, l'album in lingua italiana viene ripubblicato in vinile 33 giri colorato.
Tra gli autori del brano Perché non torna più figurano Federico Cavalli per il testo, Angelo Valsiglio e Pietro Cremonesi per la musica; in realtà l'autrice vera e propria è la stessa Pausini  Fonte?.
1. Non c'è – 4:38 (testo: Federico Cavalli, Pietro Cremonesi – musica: Angelo Valsiglio, Pietro Cremonesi)
2. Mi rubi l'anima (feat. Raf) – 3:19 (testo: Federico Cavalli – musica: Angelo Valsiglio, Pietro Cremonesi)
3. Dove sei – 3:37 (testo: Federico Cavalli, Pietro Cremonesi – musica: Angelo Valsiglio, Pietro Cremonesi)
4. Baci che si rubano – 4:00 (testo: Federico Cavalli – musica: Angelo Valsiglio, Pietro Cremonesi)
5. Tutt'al più – 4:29 (testo: Roberto Casini – musica: Angelo Valsiglio, Pietro Cremonesi)
6. La solitudine – 3:57 (testo: Federico Cavalli, Pietro Cremonesi – musica: Angelo Valsiglio, Pietro Cremonesi)
7. Perché non torna più – 4:37 (testo: Federico Cavalli – musica: Angelo Valsiglio, Pietro Cremonesi)
8. Il cuore non si arrende – 4:33 (testo: Federico Cavalli – musica: Angelo Valsiglio, Pietro Cremonesi)

Durata totale: 33:10

### Laura Pausini(Francia)
- CD: 0745099238520

- MC: 0745099238544

L'edizione del disco pubblicata in Francia contiene le stesse tracce della versione in lingua italiana, ma presenta una copertina diversa.

### Laura Pausini(Giappone)
- CD: 4988029059246

L'edizione del disco pubblicata in Giappone contiene le stesse tracce della versione in lingua italiana, ma presenta una copertina diversa.

### Laura Pausini(Spagna e America Latina)
- CD: 0745099615628

- MC: 0745099615642

- LP: 074509961561

L'edizione del disco in lingua spagnola pubblicata in Spagna e in America Latina, contiene 10 tracce provenienti dai primi 2 album in lingua italiana Laura Pausini e Laura.
1. Gente – 4:36 (testo: Cheope, Marco Marati – adatt. spagnolo: Badia – musica: Arcangelo Valsiglio)
2. Él no está por ti – 3:47 (testo: Cheope, Marco Marati – adatt. spagnolo: Badia – musica: Musica: Angelo Valsiglio, Roberto Buti)
3. Amores extraños – 4:16 (testo: Cheope, Marco Marati, Francesco Tanini – adatt. spagnolo: Badia – musica: Angelo Valsiglio, Roberto Buti)
4. Las chicas – 4:20 (testo: Cheope, Marco Marati – adatt. spagnolo: Badia – musica: Angelo Valsiglio, Roberto Buti)
5. El valor que no se ve – 4:38 (testo: Cheope, Marco Marati – adatt. spagnolo: Badia – musica: Angelo Valsiglio)
6. La soledad – 4:00 (testo: Federico Cavalli, Pietro Cremonesi – adatt. spagnolo: Badia – musica: Angelo Valsiglio, Pietro Cremonesi)
7. ¿Por qué no volverán? – 3:59 (testo: Federico Cavalli – adatt. spagnolo: Badia – musica: Angelo Valsiglio, Pietro Cremonesi)
8. Se fue – 4:41 (testo: Federico Cavalli – adatt. spagnolo: Badia – musica: Angelo Valsiglio, Pietro Cremonesi)
9. ¿Por qué no? – 4:34 (testo: Roberto Casini – adatt. spagnolo: Badia – musica: Angelo Valsiglio, Pietro Cremonesi)
10. Carta – 3:42 (testo: Cheope, Marco Marati – adatt. spagnolo: Badia – musica: Angelo Valsiglio, Giovanni Salvatori)

Durata totale: 42:33

### Laura Pausini(Venezuela)
- CD:

- MC: FC11094244

L'edizione del disco pubblicata in Venezuela contiene le stesse tracce della versione in lingua spagnola con l'aggiunta della Bonus track: La solitudine e presenta una copertina diversa a colori.
1. La solitudine (Bonus Track) – 3:57 (testo: Federico Cavalli, Pietro Cremonesi – musica: Angelo Valsiglio, Pietro Cremonesi)

Durata totale: 46:30

### Laura Pausini(Regno Unito)
- CD: 0745099988524

L'edizione del disco pubblicata nel Regno Unito contiene le stesse canzoni incluse nella versione in lingua spagnola, ma cantate tutte in lingua italiana, ad eccezione di La solitudine, adattata in inglese da Tim Rice con il titolo La solitudine (Loneliness).
1. La solitudine (Loneliness) – 4:00 (testo: Federico Cavalli, Pietro Cremonesi – adatt. inglese: Tim Rice – musica: Angelo Valsiglio, Pietro Cremonesi)
2. Gente – 4:34 (testo: Cheope, Marco Marati – musica: Angelo Valsiglio) – (Da Laura, 1994)
3. Lui non sta con te – 3:48 (testo: Cheope, Marco Marati – musica: Angelo Valsiglio, Roberto Buti) – (Da Laura, 1994)
4. Strani amori – 4:17 (testo: Cheope, Marco Marati, Francesco Tanini – musica: Angelo Valsiglio, Roberto Buti) – (Da Laura, 1994)
5. Ragazze che – 4:20 (testo: Cheope, Marco Marati – musica: Angelo Valsiglio, Roberto Buti) – (Da Laura, 1994)
6. Il coraggio che non c'è – 4:37 (testo: Cheope, Marco Marati – musica: Angelo Valsiglio) – (Da Laura, 1994)
7. Perché non torna più – 4:37 (testo: Federico Cavalli – musica: Angelo Valsiglio, Pietro Cremonesi) – (Da Laura Pausini, 1993)
8. Non c'è – 4:39 (testo: Federico Cavalli, Pietro Cremonesi – musica: Angelo Valsiglio, Pietro Cremonesi) – (Da Laura Pausini, 1993)
9. Tutt'al più – 4:28 (testo: Roberto Casini – musica: Angelo Valsiglio, Pietro Cremonesi) – (Da Laura Pausini, 1993)
10. Lettera – 3:45 (testo: Cheope, Marco Marati – musica: Angelo Valsiglio, Giovanni Salvatori) – (Da Laura, 1994)

Durata totale: 43:05

### Laura Pausini(Giappone)
- CD: 4988029090348

L'edizione del disco pubblicata in Giappone contiene le stesse tracce della versione pubblicata nel Regno Unito con l'aggiunta della Bonus Track: La solitudine.
1. La solitudine (Bonus Track) – 3:57 (testo: Federico Cavalli, Pietro Cremonesi – musica: Angelo Valsiglio, Pietro Cremonesi) – (Da Laura Pausini, 1993)

Durata totale: 47:02

### Laura Pausini: 25 AniversarioBox (Spagna)
- 3CD + DVD: 5054197061462

- CD: 5054197062216

L'8 novembre 2019 la Warner Music Spain pubblica un cofanetto cartonato esclusivo per festeggiare i 25 anni di carriera in lingua spagnola dell'artista e il primo disco omonimo che ancora oggi resta il disco internazionale più venduto nella storia musicale spagnola (1.300.000 copie). Viene inoltre commercializzato anche solo il CD in lingua spagnola con le 2 bonus track.
Il cofanetto cartonato è composto da:
- CD Laura Pausini (1994 in lingua spagnola) con 2 bonus track: inedito Besos que se roban (Baci che si rubano) finora mai pubblicato in lingua spagnola e Medley 2013: La solitudine - La soledad - Loneliness pubblicato nel 2013 in download digitale per festeggiare il ventennale della carriera dell'artista.
- CD Laura Pausini (1993 in lingua italiana)
- CD con versioni alternative (già pubblicate in altri album)
- DVD con trasmissione televisiva di TVE del 1995 Laura Pausini. Un año de éxito (durata 30 minuti)
- LP Laura Pausini (in lingua spagnola)
- libretto con 36 pagine.

CD 1 - Spanish album
(le prime 10 tracce sono le stesse della versione Laura Pausini pubblicata in Spagna nel 1994)
1. Besos que se roban (Bonus Track Inedita) – 4:00 (testo: Federico Cavalli – adatt. spagnolo: Badia – musica: Angelo Valsiglio, Pietro Cremonesi)
2. Medley 2013: La solitudine - La soledad - Loneliness (Bonus Track) – 4:00 (testo: Federico Cavalli, Pietro Cremonesi - adatt. spagnolo: Badia adatt. inglese: Tim Rice – musica: Angelo Valsiglio, Pietro Cremonesi) – (Da download digitale, 2013)

Durata totale: 50:33
CD 2 - Italian album
(le tracce sono la versione italiana delle prime 10 canzoni del primo CD)
CD 3 - Alternative version
1. La soledad (New Version 2001) – 4:23 (testo: Federico Cavalli, Pietro Cremonesi – adatt. spagnolo: Badia – musica: Angelo Valsiglio, Pietro Cremonesi) – (Da Lo mejor de Laura Pausini - Volveré junto a ti, 2001)
2. Se fue (New Version 2001) – 4:16 (testo: Federico Cavalli, Pietro Cremonesi – adatt. spagnolo: Badia – musica: Angelo Valsiglio, Pietro Cremonesi) – (Da Lo mejor de Laura Pausini - Volveré junto a ti, 2001)
3. Gente (Ordinary People) (New Version 2001) – 4:38 (testo: Cheope, Marco Marati – adatt. spagnolo: Badia – musica: Angelo Valsiglio) – (Da Lo mejor de Laura Pausini - Volveré junto a ti, 2001)
4. Amores extraños (New Version 2001) – 4:17 (testo: Cheope, Marco Marati, Francesco Tanini – adatt. spagnolo: Badia – musica: Angelo Valsiglio, Roberto Buti) – (Da Lo mejor de Laura Pausini - Volveré junto a ti, 2001)
5. La soledad (feat. Ennio Morricone) (New Version 2013) – 5:03 (testo: Federico Cavalli, Pietro Cremonesi - adatt. spagnolo: Badia – musica: Angelo Valsiglio, Pietro Cremonesi) – (Da 20 - Grandes Exitos, 2013)
6. Se fue (feat. Marc Anthony) (New Version 2013) – 4:31 (testo: Federico Cavalli, Pietro Cremonesi - adatt. spagnolo: Badia – musica: Angelo Valsiglio, Pietro Cremonesi) – (Da 20 - Grandes Exitos, 2013)
7. Gente (New Version 2013) – 3:48 (testo: Cheope, Marco Marati - adatt. spagnolo: Badia – musica: Angelo Valsiglio) – (Da 20 - Grandes Exitos, 2013)
8. Amores extraños (New Version 2013) – 4:58 (testo: Cheope, Marco Marati, Francesco Tanini - adatt. spagnolo: Badia – musica: Angelo Valsiglio, Roberto Buti) – (Da 20 - Grandes Exitos, 2013)
9. La solitudine (Loneliness) – 4:00 (testo: Federico Cavalli, Pietro Cremonesi – adatt. inglese: Tim Rice – musica: Angelo Valsiglio, Pietro Cremonesi) – (Da Laura Pausini English Edition, 1995)
10. Gente (Live) – 3:50 (testo: Cheope, Marco Marati – musica: Angelo Valsiglio) – (Da San Siro 2007, 2007)
11. Amores extraños (Live New York, 16 ottobre 2009) – 4:21 (testo: Cheope, Marco Marati, Francesco Tanini – adatt. spagnolo: Badia – musica: Angelo Valsiglio, Roberto Buti) – (Da Laura Live Gira Mundial 09, 2009)
12. La soledad (Live Barcellona, 30 aprile 2009) – 5:07 (testo: Federico Cavalli, Pietro Cremonesi – adatt spagnolo: Badia – musica: Angelo Valsiglio, Pietro Cremonesi) – (Da Laura Live Gira Mundial 09, 2009)
13. Se fue (Live Paris, 2005) – 6:27 (testo: Federico Cavalli, Pietro Cremonesi – adatt. spagnolo: Badia – musica: Angelo Valsiglio, Pietro Cremonesi) – (Da Live in Paris 05, 2005)

Durata totale: 59:39

## Registrazione
Laura Pausini (1993)
- Santanna Recording Studios, Castelfranco d'Emilia: registrazione, mixaggio e masterizzazione.

Laura Pausini (1994)
- Morning Studio, Milano: registrazione e mixaggio.
- Logic Audiofile Studio, Spagna: masterizzazione.

## Formazione
Laura Pausini (1993)
- Laura Pausini – voce
- Raf – voce (in Mi rubi l'anima)
- Eric Buffat – pianoforte, cori, programmazione
- Gianni Salvatori – chitarra elettrica, cori
- Riccardo Galardini – chitarra acustica
- Stefano Allegra – basso
- Massimo Pacciani – batteria, percussioni
- Silvia Mezzanotte, Cristina Montanari – cori

Laura Pausini (1994)
- Laura Pausini – voce
- Riccardo Galardini – chitarra acustica
- Stefano Allegra – basso
- Simone Papi – pianoforte, programmazione
- Gianni Salvatori – chitarra elettrica, cori
- Cesare Chiodo – basso
- Massimo Pacciani – batteria, percussioni
- Luca Signorini – sax
- Leonardo Abbate, Danilo Bastoni, Emanuela Cortesi, Silvia Mezzanotte, Cristina Montanari – cori

## Promozione
Singoli
La solitudine è il singolo che anticipa di alcuni mesi la pubblicazione del disco. Il brano ottiene un grande successo commerciale in Italia, raggiungendo il 1º posto nella classifica settimanale e risultando uno dei singoli più venduti del 1993. Il singolo ottiene ottimi risultati anche all'estero: in Francia arriva fino al 5º posto nella classifica settimanale, nella quale rimane per un totale di 44 settimane e si classifica al 13º posto nella classifica di fine anno relativa al 1994; raggiunge la Top5 anche in Belgio; nei Paesi Bassi arriva fino al 2º posto in classifica.
| Laura Pausini (lingua italiana)             | Laura Pausini (lingua italiana) |
| Titolo                                      | Data di uscita                  |
| ------------------------------------------- | ------------------------------- |
| La solitudine                               | febbraio 1993                   |
| Non c'è                                     | giugno 1993                     |
| Mi rubi l'anima (con Raf) (solo in Francia) | 1993                            |
| Perché non torna più                        | ottobre 1993                    |

| Laura Pausini (Inghilterra) | Laura Pausini (Inghilterra) |
| Titolo                      | Data di uscita              |
| --------------------------- | --------------------------- |
| La solitudine (Loneliness)  | 19 giugno 1995              |

- La soledad è l'adattamento in lingua spagnola del brano vincitore del Festival di Sanremo 1993 nella sezione Novità. Negli Stati Uniti d'America raggiunge il 5º posto nella classifica Latin Pop Songs di Billboard e il 22° nella classifica Latin Songs[25].
- Se fue è l'adattamento in lingua spagnola di Non c'è. Il 7 gennaio 1995 il singolo raggiunge negli Stati Uniti d'America il 5º posto nella classifica Latin Pop Songs. Il brano mantiene tale posizione per 5 settimane e raggiunge inoltre il 24º posto nella classifica Latin Songs[26].
- Amores extraños è l'adattamento in lingua spagnola di Strani amori. Raggiunge il 1º posto nella classifica Latin Pop Songs e il 7º posto nella classifica Latin Songs di Billboard[27].

| Laura Pausini (lingua spagnola)    | Laura Pausini (lingua spagnola) |
| Titolo                             | Data di uscita                  |
| ---------------------------------- | ------------------------------- |
| La soledad                         | 1994                            |
| Se fue                             | 1994                            |
| Amores extraños                    | 1995                            |
| Gente (Spanish Version)            | 1995                            |
| El no esta por ti (solo in Spagna) | 1995                            |
| Las chicas                         | 1995                            |

Videoclip
| Laura Pausini (lingua italiana) | Laura Pausini (lingua italiana) |
| Titolo                          | Regista                         |
| ------------------------------- | ------------------------------- |
| La solitudine                   | Ambrogio Lo Giudice             |
| Non c'è                         |                                 |
| Perché non torna più            |                                 |

| Laura Pausini (lingua spagnola) | Laura Pausini (lingua spagnola) |
| Titolo                          | Regista                         |
| ------------------------------- | ------------------------------- |
| La soledad                      | Ambrogio Lo Giudice             |
| Se fue                          |                                 |
| Amores extraños                 | Stefano Salvati                 |
| Gente                           |                                 |

## Successo commerciale
L'album in lingua italiana ottiene un ottimo successo commerciale. In Italia raggiunge il 3º posto nella classifica degli album e rimane nella Top10 per circa un anno, diventando così uno dei dischi più venduti del 1993. In totale, le copie vendute dall'album in Italia sono 420.000. Anche all'estero l'album riscuote un ottimo successo: l'edizione italiana del disco arriva al 1º posto nelle classifiche in Belgio e al 3º posto nei Paesi Bassi.
L'edizione in castigliano vende in Spagna 1.300.000 di copie. Il successo dell'album viene inoltre premiato con un Globo di platino, consegnato a Laura Pausini dall'ambasciatore italiano per essere stata la prima artista non spagnola a superare il milione di copie vendute in Spagna, e tuttora rimane in assoluto il terzo più venduto della nazione. Il disco nel 1996 ottiene inoltre un premio I.F.P.I. Platinum Europe Award per le vendite in Europa. L'album in castellano raggiunge anche il 10º posto nella classifica Latin Pop Albums stilata negli Stati Uniti d'America da Billboard, e il 31º posto nella classifica Latin Albums. L'8 novembre 2019 con l'album in spagnolo l'artista riceve in Spagna il premio Golden Music Awards ai LOS40 Music Awards.

## Classifiche

### Classifiche settimanali
| Classifica (1993-1995) | Posizione massima |
| ---------------------- | ----------------- |
| Belgio (Fiandre)       | 1                 |
| Belgio (Vallonia)      | 29                |
| Europa                 | 27                |
| Italia                 | 3                 |
| Francia                | 35                |
| Paesi Bassi            | 3                 |
| Portogallo             | 1                 |
| Spagna                 | 1                 |

| Classifica (2019) | Posizione massima |
| ----------------- | ----------------- |
| Italia            | 49                |
| Spagna            | 8                 |

### Classifiche di fine anno
| Classifica (1993) | Posizione |
| ----------------- | --------- |
| Italia            | 6         |
| Classifica (1994) | Posizione |
| Europa            | 42        |
| Spagna            | 1         |
| Paesi Bassi       | 5         |
| Classifica (1995) | Posizione |
| Spagna            | 3         |